# Bistum Ossory
Das Bistum Ossory (lateinisch Dioecesis Ossoriensis, irisch Deoise Osraí, englisch Diocese of Ossory) ist eine in Irland gelegene römisch-katholische Diözese mit Sitz in Kilkenny.

## Geschichte

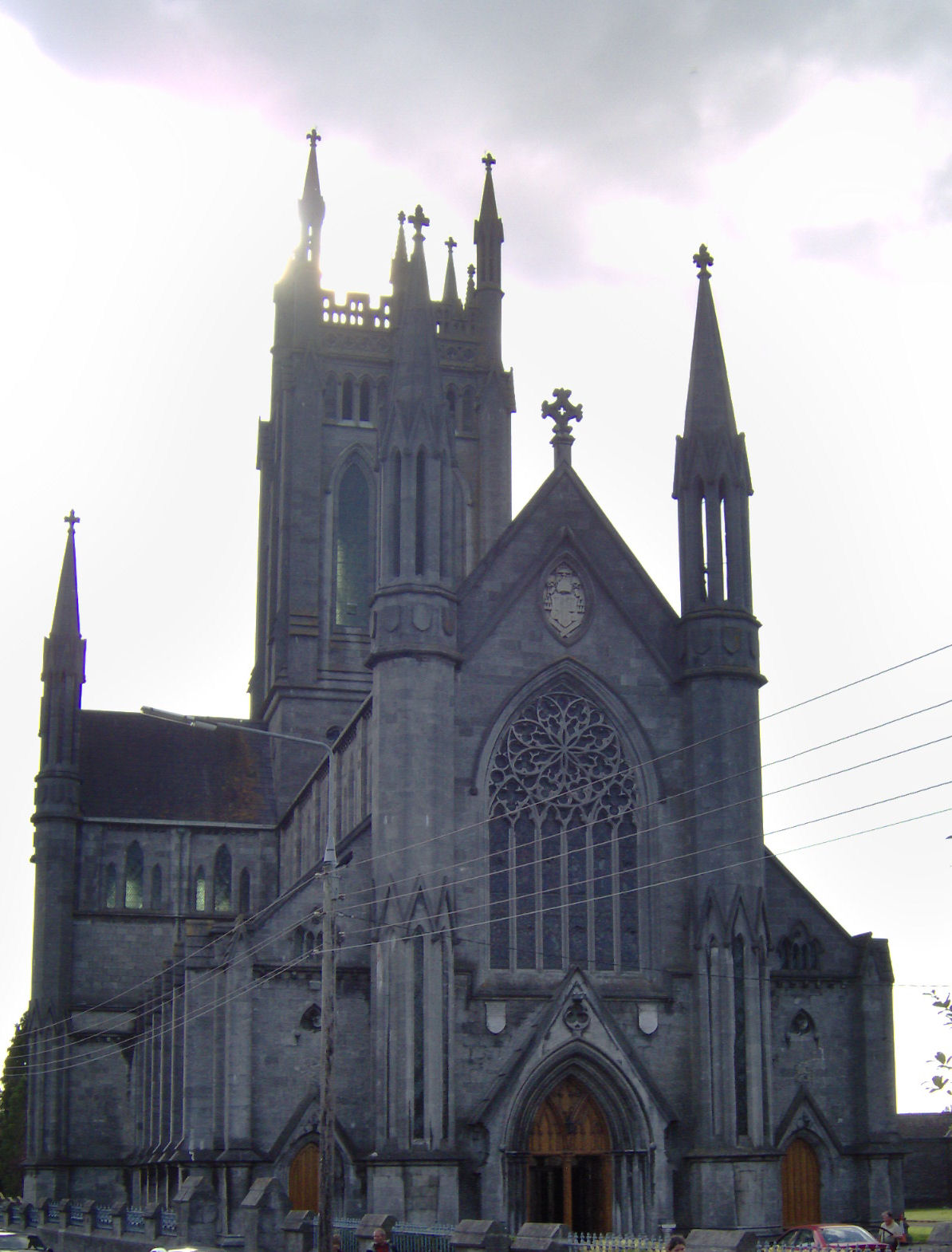
Marienkathedrale von Kilkenny

Das Bistum Ossory wurde im Jahre 549 durch Papst Vigilius errichtet. 1152 wurde das Bistum Ossory dem Erzbistum Dublin als Suffraganbistum unterstellt. Das Gebiet des Bistums ist weitgehend deckungsgleich mit dem ehemaligen irischen Königreich Osraige (Ossory).